# Giulio Cesare Scaligero
Giulio Cesare Scaligero, el seu nom autèntic era Giulio Bordon (23 d'abril de 1484 a Riva del Garda - 21 d'octubre de 1558 a Agen) va ser un escriptor, filòsof i metge italià que va viure gran part de la seva vida a França.
L'emperador Maximilià I d'Ausburg el nomenà patge seu. Va estudiar art sota la direcció d'Albrecht Dürer.
El 1512 participà en la Batalla de Ravenna. Després cercà el mecenatge del duc de Ferrara, decideix abandonar la vida militar i ingressar a la Universitat de Bolonya.
El 1525 va esdevenir metge personal del vescomte d'Agen a França.
Va ser acusat d'heretgia el 1538. En aquells anys publica els seus llibres: 
- El 1531 imprimeix les seves invectives contra Erasme de Rotterdam, en defensa de Ciceró i dels ciceronians.[1]

- "De comicis dimensionibus" (Lió, 1540) i "De causis linguae Latinae" (Ginebra, 1580)

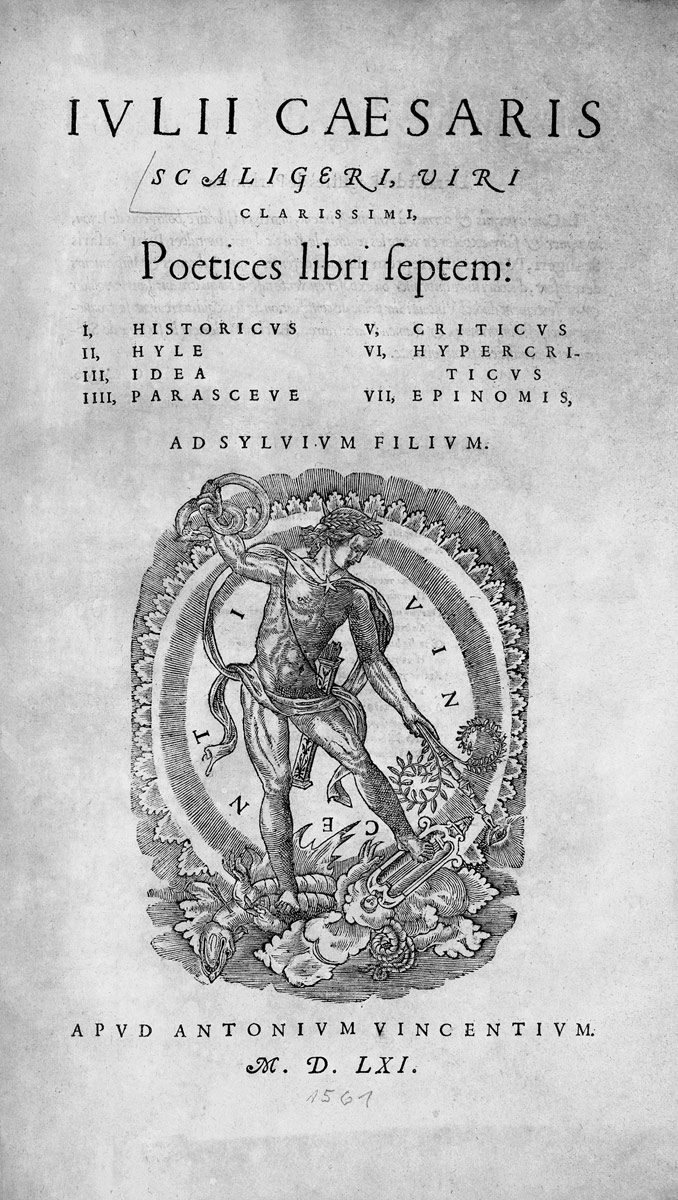
Portada de Poetices, 1561.

- Poetices (Lió 1561; Leyda 1581) (pòsthumes).
- 1556-57 "Dialogue de plantis" i les "Exercitationes"

- De causis plantarum i Storia degli animali (pòstumes)